# Jeff Davis
Cet article concerne le scénariste américain. Pour les comtés des États-Unis, voir Comté de Jeff Davis.
Pour les articles homonymes, voir Davis.
Jeff Davis est un scénariste et un producteur américain, né le 13 juin 1975 à Milford, dans le Connecticut (États-Unis).

## Biographie
Jeff Davis est diplômé de cinéma au Vassar College puis il a ensuite reçu un diplôme de maîtrise en scénarisation de l’Université de Californie du Sud.

### Vie privée
Jeff Davis est gay.

## Carrière
En 2003, il vend un script à CBS qui deviendra Esprits criminels en 2005 et fut le coproducteur délégué de la première saison. Il quittera ses fonctions à la fin de la saison 1.
En 2008, Jeff Davis entre en négociation avec MTV pour adapter le film Teen Wolf en série télévisée. En 2010, MTV commande une première saison de Teen Wolf et nomme Davis comme showrunner et producteur exécutif. Entre 2011 et 2017, Davis écrit 41  des 100 épisodes composant la série.
En 2012, après la fin de la seconde saison de Teen Wolf,  Jeff Davis négocie avec la chaîne A&E l'adaptation série de Morse, le script est finalement acheté par TNT, après le tournage du pilote, TNT ne commande pas la série.
En 2021, Jeff Davis signe un contrat avec Paramount+ pour développer de nouveaux projets dont Teen Wolf: The Movie et l'adaptation des romans de Edo van Belkom Wolf Pack.

## Filmographie
- 2005 - 2020 : Esprits Criminels (créateur, scénariste et producteur exécutif)
- 2011 - 2017 : Teen Wolf (créateur, scénariste et producteur exécutif)
- 2023 : Teen Wolf: The Movie de Russell Mulcahy (scénariste, producteur délégué)
- 2023 : Wolf Pack (créateur, scénariste et producteur exécutif)